# Пушкин, Тимофей Семёнович
Тимофей Семёнович Пушкин (ок. 1560 — ок. 1618) — русский государственный и военный деятель конца XVI  — начала XVII веков, воевода в Цивильске. Представитель рода Пушкиных, сын опричника Семёна Михайловича Пушкина(1530— 1573).  

## Биография
Тимофей Семёнович Пушкин родился около 1560 года в семье русского военного деятеля Семёна Михайловича Пушкина. Брат — Фёдор (ум. 1629), стольник. 
В 1588—1590 и 1602—1604 годах выборный дворянин по Алексину с поместным окладом в 500 четей. В 1589-1590 году вместе с братом Фёдором участвовал в подготовке к походу против шведов. С августа 1597 по февраль 1598 года 3-й сотенный голова при черниговском воеводе князе Василии Туренине. В походе царя Бориса к Серпухову против крымских татар в 1598 году — полковой голова. В 1601 году воевода в Царёве-Борисове. В 1604 году жилец с окладом 10 рублей из Галицкой четверти, осенью 1604 года в Мценске; участвовал в походе 1604 года против Лжедимитрия.
При Лжедмитрии I летом 1605 года или позже назначен 2-м воеводой в Переяславль-Рязанский, в результате местнического спора получил невместную грамоту на михайловского воеводу князя Юрия Мещерского и ряжского воеводу князя Семёна Вяземского. В 1606/1607 дворянин московский. В 1613 году воевода в Ельце, участвовал в формировании войска Ивана Одоевского, посланного против донского казачьего атамана Заруцкого. В 1616 году по поручению Посольского приказа провёл дозор и описание Романовского уезда, в котором служилые татары постоянно конфликтовали с русским населением. В 1617/1618 — воевода в Цивильске. Дальнейшие сведения о нём отсутствуют. Вероятно, умер в том же 1618 году.
Дети: Григорий (убит бездетным под Москвой в Смутное время), Воин-Иван (ум. 1636), Пётр  (ум. ок. 1634), Федор, Ирина и Василиса. Обе дочери умерли незамужними до 1629 года.